# São João da Varjota
São João da Varjota est une municipalité brésilienne située dans l'État du Piauí.